# Кудреватых, Леонид Александрович
Кудреватых Леонид Александрович (19 (31) мая 1906, село Вознесение, Никольский уезд, Вологодская губерния — август 1981) — советский журналист, писатель.
Карьеру журналиста начал в 1922 году, когда стал сельским корреспондентом газеты «Вятская правда». В середине 1920-х годов работал в комсомоле одной из волостей Котельничского уезда и в уездном комитете (укоме) партии в Котельниче, одновременно печатался в газетах Котельнича «Правда» и «Беднота». После критической заметки о работе укома окончательно ушёл в журналистику, став котельничским корреспондентом «Вятской правды», а позднее сотрудником редакции.
В 1930-х годах перебрался в Горький, работал в газете «Горьковская коммуна». С 1939 года — в Москве.
В годы Великой Отечественной войны — военный корреспондент, печатался в «Известиях» и «Правде». В качестве журналиста присутствовал при подписании акта о безоговорочной капитуляции Германии. После войны работал заместителем главного редактора журнала «Огонёк», возглавлял журнал во время отпусков главного редактора А. В. Софронова.

## Произведения
- Берлинская тетрадь : записки военного корреспондента / Л. А. Кудреватых. — Москва : Знание, 1966
- На жизненных перекрёстках / Л. А. Кудреватых. — М. : Советский писатель, 1970
- Признание в любви / Л. А. Кудреватых. — М. : Советский писатель, 1975
- Радость встреч : док. повесть, рассказы, очерки, воспоминания / Л. А. Кудреватых. — М. : Советский писатель, 1976
- Сопричастность : очерки, воспоминания / Л. А. Кудреватых. — М. : Советский писатель, 1986[6]